# Zhang Yang
Zhang Yang (ur. 14 lutego 1976) – chiński zapaśnik walczący w stylu klasycznym. Brązowy medalista igrzysk Azji Wschodniej w 2001 i czwarty w 1997 roku.